# Champions olympiques suisses
Liste des sportifs suisses (par sport et par chronologie) médaillés d'or lors des Jeux olympiques d'été et d'hiver, à titre individuel ou par équipe, de 1896 à 2022.

## Jeux olympiques d'été

### Aviron
| Nom                                                                         | Discipline(s)                        | Année(s) |
| Willy Brüderlin Max Rudolf Paul Rudolf Hans Walter Paul Staub               | Quatre avec barreur (H)              | 1920     |
| Édouard Candeveau Alfred Felber Emil Lachapelle                             | Deux avec barreur (H)                | 1924     |
| Walter Loosli Eugen Sigg-Bachthold Alfred Probst Hans Walter Emile Albrecht | Quatre avec barreur (H)              | 1924     |
| Hans Schöchlin Karl Schöchlin Hans Bourquin                                 | Deux avec barreur (H)                | 1928     |
| Xeno Müller                                                                 | Skiff (H)                            | 1996     |
| Michael Gier Markus Gier                                                    | Deux de couple poids légers (H)      | 1996     |
| Mario Gyr Simon Niepmann Simon Schürch Lucas Tramèr                         | Quatre sans barreur poids légers (H) | 2016     |

### Cyclisme sur piste
| Nom               | Discipline(s)              | Année(s) |
| Robert Dill-Bundi | Poursuite individuelle (H) | 1980     |

### Cyclisme sur route
| Nom               | Discipline(s)           | Année(s)  |
| Pascal Richard    | Course individuelle (H) | 1996      |
| Fabian Cancellara | Contre-la-montre (H)    | 2008 2016 |

### Équitation
| Nom                     | Discipline(s)               | Année(s) |
| Alphonse Gemuseus       | Saut d'obstacles            | 1924     |
| Hans Moser              | Dressage individuel         | 1948     |
| Henri Chammartin        | Dressage individuel         | 1964     |
| Christine Stückelberger | Dressage individuel         | 1976     |
| Steve Guerdat           | Saut d'obstacles individuel | 2012     |

### Escrime
| Nom            | Discipline(s)       | Année(s) |
| Marcel Fischer | Épée individuel (H) | 2004     |

### Gymnastique
| Nom | Discipline(s)                   | Année(s) |
| Louis Zutter | Barres parallèles (H)           | 1896     |
| August Güttinger                                                                                                   | Barres parallèles (H)           | 1900     |
| Adolf Spinnler | Combiné trois épreuves (H)      | 1904     |
| Josef Wilhelm | Cheval d'arçons (H)             | 1924     |
| Hans Grieder August Güttinger Hermann Hänggi Eugen Mack Georges Miez Otto Pfister Eduard Steinemann Melchior Wezel | Concours général par équipe (H) | 1928     |
| Georges Miez | Concours général individuel (H) | 1928     |
| Georges Miez | Barre fixe (H)                  | 1928     |
| Hermann Hänggi | Cheval d'arçons (H)             | 1928     |
| Eugen Mack | Saut de cheval (H)              | 1928     |
| Georges Miez | Sol (H)                         | 1936     |
| Karl Frei | Anneaux (H)                     | 1948     |
| Michael Reusch | Barres parallèles (H)           | 1948     |
| Josef Stalder | Barre fixe (H)                  | 1948     |
| Hans Eugster | Barres parallèles (H)           | 1952     |
| Jack Günthard | Barre fixe (H)                  | 1952     |
| Donghua Li | Cheval d'arçons (H)             | 1996     |

### Judo
| Nom                | Discipline(s)  | Année(s) |
| Jürg Röthlisberger | Moins de 86 kg | 1980     |

### Lutte
| Nom           | Discipline(s)                        | Année(s) |
| Robert Roth   | Lutte libre Poids lourds +82,5 kg    | 1920     |
| Hermann Gehri | Lutte libre Poids mi-moyens 66 72 kg | 1924     |
| Fritz Hagmann | Lutte libre Poids moyens 72-79 kg    | 1924     |
| Ernst Kyburz  | Lutte libre Poids moyens 72-79 kg    | 1928     |

### Tennis
| Nom                              | Discipline(s) | Année(s) |
| Marc Rosset                      | Simple (H)    | 1992     |
| Roger Federer Stanislas Wawrinka | Double (H)    | 2008     |
| Belinda Bencic                   | Simple (F)    | 2020     |

### Tir
| Nom                                                                                 | Discipline(s)                             | Année(s) |
| Karl Conrad Röderer                                                                 | Pistolet militaire individuel (H)         | 1900     |
| Karl Conrad Röderer Konrad Stäheli Louis-Marc Richardet Friedrich Lüthi Paul Probst | Pistolet militaire par équipe (H)         | 1900     |
| Konrad Stäheli                                                                      | Carabine d'ordonnance à genoux (H)        | 1900     |
| Emil Kellenberger                                                                   | Carabine d'ordonnance trois positions (H) | 1900     |
| Franz Böckli Konrad Stäheli Louis-Marc Richardet Alfred Grüter Emil Kellenberger    | Carabine d'ordonnance par équipe (H)      | 1900     |
| Emil Grünig                                                                         | Carabine 300 m trois positions            | 1948     |
| Nina Christen                                                                       | Carabine 50 m trois positions             | 2020     |

### Triathlon
| Nom              | Discipline(s)  | Année(s) |
| Brigitte McMahon | Individuel (F) | 2000     |
| Nicola Spirig    | Individuel (F) | 2012     |

### Voile
| Nom                                                           | Discipline(s) | Année(s) |
| Bernard de Pourtalès Hélène de Pourtalès Hermann de Pourtalès | 1-2t Mixte    | 1900     |

### VTT
| Nom           | Discipline(s)     | Année(s) |
| Nino Schurter | Cross-country (H) | 2016     |
| Jolanda Neff  | Cross-country (F) | 2020     |

## Jeux olympiques d'hiver

### Bobsleigh
| Nom                                                            | Discipline(s)    | Année(s) |
| Eduard Scherrer Alfred Neveu Alfred Schläppi Heinrich Schläppi | Bob à quatre (H) | 1924     |
| Pierre Musy Arnold Gartmann Charles Bouvier Joseph Beerli      | Bob à quatre (H) | 1936     |
| Felix Endrich Friedrich Waller                                 | Bob à deux (H)   | 1948     |
| Franz Kapus Gottfried Diener Robert Alt Heinrich Angst         | Bob à quatre (H) | 1956     |
| Jean Wicki Edy Hubacher Hans Leutenegger Werner Camichel       | Bob à quatre (H) | 1972     |
| Erich Schärer Joseph Benz                                      | Bob à deux (H)   | 1980     |
| Ekkehard Fasser Kurt Meier Marcel Fässler Werner Stocker       | Bob à quatre (H) | 1988     |
| Gustav Weder Donat Acklin                                      | Bob à deux (H)   | 1992     |
| Gustav Weder Donat Acklin                                      | Bob à deux (H)   | 1994     |
| Beat Hefti Alex Baumann                                        | Bob à deux (H)   | 2014     |

### Combiné nordique
| Nom            | Discipline(s)  | Année(s) |
| Hippolyt Kempf | Individuel (H) | 1988     |

### Curling
| Nom                                                                          | Discipline(s) | Année(s) |
| Daniel Müller Diego Perren Dominic Andres Patrick Hürlimann Patrik Lörtscher | Hommes        | 1998     |

### Saut à ski
| Nom          | Discipline(s)      | Année(s) |
| Simon Ammann | Petit tremplin (H) | 2002     |
| Simon Ammann | Grand tremplin (H) | 2002     |
| Simon Ammann | Petit tremplin (H) | 2010     |
| Simon Ammann | Grand tremplin (H) | 2010     |

### Skeleton
| Nom           | Discipline(s)  | Année(s) |
| Maya Pedersen | Individuel (F) | 2006     |

### Ski acrobatique
| Nom                  | Discipline(s)  | Année(s) |
| Andreas Schönbächler | Saut (H)       | 1994     |
| Evelyne Leu          | Saut (F)       | 2006     |
| Michael Schmid       | Skicross (H)   | 2010     |
| Sarah Höfflin        | Slopestyle (F) | 2018     |
| Mathilde Gremaud     | Slopestyle (F) | 2022     |
| Ryan Regez           | Skicross (F)   | 2022     |

### Ski alpin
| Nom                                                                                   | Discipline(s)     | Année(s) |
| Edi Reinalter                                                                         | Slalom (H)        | 1948     |
| Hedy Schlunegger                                                                      | Descente (F)      | 1948     |
| Madeleine Berthod                                                                     | Descente (F)      | 1956     |
| Madeleine Berthod                                                                     | Combiné (F)       | 1956     |
| Renée Colliard                                                                        | Slalom (F)        | 1956     |
| Roger Staub                                                                           | Slalom géant (H)  | 1960     |
| Yvonne Rüegg                                                                          | Slalom géant (F)  | 1960     |
| Marie-Theres Nadig                                                                    | Slalom géant (F)  | 1972     |
| Marie-Theres Nadig                                                                    | Descente (F)      | 1972     |
| Bernhard Russi                                                                        | Descente (H)      | 1972     |
| Heini Hemmi                                                                           | Slalom géant (H)  | 1976     |
| Max Julen                                                                             | Slalom géant (H)  | 1984     |
| Michela Figini                                                                        | Descente (F)      | 1984     |
| Pirmin Zurbriggen                                                                     | Descente (H)      | 1988     |
| Vreni Schneider                                                                       | Slalom géant (F)  | 1988     |
| Vreni Schneider                                                                       | Slalom (F)        | 1988     |
| Vreni Schneider                                                                       | 1994              |          |
| Didier Défago                                                                         | Descente (H)      | 2010     |
| Carlo Janka                                                                           | Slalom géant (H)  | 2010     |
| Dominique Gisin                                                                       | Descente (F)      | 2014     |
| Sandro Viletta                                                                        | Super Combiné (H) | 2014     |
| Michelle Gisin                                                                        | Combiné (F)       | 2018     |
| Denise Feierabend Wendy Holdener Daniel Yule Ramon Zenhäusern Luca Aerni (remplaçant) | Team Event        | 2018     |
| Beat Feuz                                                                             | Descente (H)      | 2022     |
| Michelle Gisin                                                                        | Combiné (F)       | 2022     |
| Lara Gut-Behrami                                                                      | Super G (F)       | 2022     |
| Marco Odermatt                                                                        | Géant (H)         | 2022     |
| Corinne Suter                                                                         | Descente (F)      | 2022     |

### Ski de fond
| Nom           | Discipline(s)         | Année(s) |
| Dario Cologna | 15 km style libre (H) | 2010     |
| Dario Cologna | Skiathlon (H)         | 2014     |
| Dario Cologna | 15 km style libre (H) | 2014     |
| Dario Cologna | 15 km style libre (H) | 2018     |

### Ski militaire
| Nom                                                             | Discipline(s) | Année(s) |
| Alfred Aufdenblatten Alphonse Julen Antoine Julen Denis Vaucher | 30 km (H)     | 1924     |

### Snowboard
| Nom                 | Discipline(s)              | Année(s) |
| Gian Simmen         | Halfpipe (H)               | 1998     |
| Philipp Schoch      | Slalom géant parallèle (H) | 2002     |
| Philipp Schoch      | Slalom géant parallèle (H) | 2006     |
| Tanja Frieden       | Cross (F)                  | 2006     |
| Daniela Meuli       | Slalom géant parallèle (F) | 2006     |
| Iouri Podladtchikov | Halfpipe (H)               | 2014     |
| Patrizia Kummer     | Slalom géant parallèle (F) | 2014     |
| Nevin Galmarini     | Slalom géant parallèle (H) | 2018     |